# Пегера (Бергамо)
Пегера је насеље у Италији у округу Бергамо, региону Ломбардија.
Према процени из 2011. у насељу је живело 166 становника. Насеље се налази на надморској висини од 795 м.